# 김병철 (배우)
김병철(1974년 7월 5일 ~ )은 대한민국의 배우이다.

## 생애
1974년 7월 5일에 태어났다. 2001년 연극 《세 자매》를 통해 배우로 데뷔하였다.
대표 작품 중에 영화로는 2018년 《1급기밀》, 2020년 《이웃사촌》 등이 있고 드라마로는 2016년 KBS 2TV 《태양의 후예》, 2017년 MBC 《군주 - 가면의 주인》, 2018년 TvN 《미스터 션샤인》, 2019년 KBS 2TV 《닥터 프리즈너》, 2021년 JTBC 《시지프스 : the myth》, 2023년 JTBC 《닥터 차정숙》 등이 있다.

## 학력
- 한영고등학교 (졸업)
- 중앙대학교 연극영화과 (학사)

## 경력
- 2001년 ~ 2005년 극단 제5스튜디오 단원
- 2017년 대한민국 경찰청 홍보대사

## 출연 작품

### 영화
- 2003년 영화 《황산벌》 ... 신라 첩자 역
- 2004년 영화 《지옥 : 두 개의 삶》 ... 나 목소리 역
- 2004년 영화 《알포인트》 ... 조병훈 상병 역
- 2004년 영화 《남자다운 수다》 ... 청년 목소리 역
- 2005년 영화 《미늘》
- 2005년 영화 《그의 귀》
- 2006년 영화 《대화》
- 2006년 영화 《어려운 부탁》
- 2006년 영화 《파이팅 걸즈》
- 2007년 영화 《날아라 허동구》 ... 야구 심판 역
- 2007년 영화 《황진이》 ... 나장 역 (우정출연)
- 2007년 영화 《리턴》 ... 영안실 관리인 역
- 2007년 영화 《펀치 레이디》 ... 계성하 역
- 2007년 영화 《양희숙 생존기》
- 2007년 영화 《꿈의 해부》
- 2008년 영화 《GP506》 ... 윤 하사 역
- 2009년 영화 《그림자 살인》 ... 부관 역
- 2010년 영화 《육혈포 강도단》 ... 여행사 직원 역 (우정출연)
- 2010년 영화 《섹스 볼란티어》 ... 하명준 역
- 2010년 영화 《꿈은 이루어진다》 ... 강 중사 역
- 2010년 영화 《파라노이아 소나타》 ... 용의자 역
- 2010년 영화 《흐름》 ... 아버지 역
- 2011년 영화 《마마》 ... 부하 3 멀대 역
- 2011년 영화 《퀵》 ... 박 형사 역
- 2011년 영화 《헤드》 ... 사랑밥 노인 역
- 2012년 영화 《미쓰GO》 ... 독개구리 역
- 2012년 영화 《복날의 매트릭스》 ... 병철 역
- 2012년 영화 《21》 ... 택배 직원 역
- 2013년 영화 《완전 소중한 사랑》 ... 온유 형 역 (우정출연)
- 2015년 영화 《미쓰 와이프》 ... 진만 역
- 2015년 영화 《열정같은소리하고있네》 ... 김 기자 역
- 2016년 영화 《무수단》 ... 작전관 하헌근 역
- 2018년 영화 《1급기밀》 ... 황춘만 주임 역
- 2018년 영화 《덕구》 ... 풍남상조보험 직원 역 (특별출연)
- 2018년 영화 《양아치 느와르》 ... 배창도 역
- 2020년 영화 《이웃사촌》 ... 동식 역
- 2021년 영화 《악인은 너무 많다 2: 제주 실종사건의 전말》 ... 중국인 기브스 역
- 2025년 영화 《구원자》 ... 영범 역

### 드라마
| 연도 | 방송사         | 제목                            | 역할                               | 비고      |
| ---- | -------------- | ------------------------------- | ---------------------------------- | --------- |
| 2006 | OCN            | 코마                            |                                    | 5부작     |
| 2010 | MBC            | 주홍글씨                        | 박중구                             | 165부작   |
| 2015 | OCN            | 실종느와르 M                    | 강윤구                             | 10부작    |
| 2016 | KBS 2TV        | 태양의 후예                     | 박병수                             | 16부작    |
| 2016 | SBS            | 미세스 캅 2                     | 민종범                             | 20부작    |
| 2016 | KBS 2TV        | 구르미 그린 달빛                |                                    | 18부작    |
| 2016 | MBC            | 쇼핑왕 루이                     | 이경국                             | 16부작    |
| 2016 | TvN            | 쓸쓸하고 찬란하神 - 도깨비      | 고려시대 간신 (국자감 박사) 박중헌 | 16부작    |
| 2017 | OCN            | 터널                            | 곽태희                             | 16부작    |
| 2017 | MBC            | 군주 - 가면의 주인              | 김우재                             | 40부작    |
| 2018 | TvN            | 드라마 스테이지 - 파이터 최강순 |                                    | 1부작     |
| 2018 | TvN            | 미스터 션샤인                   | 일식                               | 24부작    |
| 2018 | JTBC           | SKY 캐슬                        | 차민혁                             | 20부작    |
| 2019 | KBS 2TV        | 닥터 프리즈너                   | 선민식                             | 32부작    |
| 2019 | TvN            | 쌉니다 천리마마트               | 정복동                             | 12부작    |
| 2021 | JTBC           | 시지프스 : the myth             | 시그마 (서원주 (서길복))           | 16부작    |
| 2021 | 라이프타임채널 | 드라마월드                      |                                    | 특별출연  |
| 2022 | 넷플릭스       | 지금 우리 학교는 (웹 드라마)    | 이병찬                             | 특별 출연 |
| 2022 | JTBC           | 닥터 차정숙                     | 서인호                             | 16부작    |
| 2024 | KBS2           | 완벽한 가족                     | 최진혁                             | 12부작    |

### 연극
| 연도 | 제목                    | 역할                  | 기간                    | 장소                  | 비고 |
| ---- | ----------------------- | --------------------- | ----------------------- | --------------------- | ---- |
| 2001 | 세 자매                 |                       | 2001.10.01              | 국립중앙극장          |      |
| 2004 | 동방의 햄릿             |                       | 2004.04.23~2004.05.01   | 국립중앙극장 하늘극장 |      |
| 2004 | 동방의 햄릿             | 2004.05.29~2004.05.30 | 대전예술의전당 원형극장 |                       |      |
| 2004 | 죄와 벌                 | 마르멜라도프          | 2004.09.08~2004.09.19   | 인켈아트홀 2관        |      |
| 2009 | 햄릿 - 슬픈 광대 이야기 | 길든스턴 / 레어티즈   | 2009.01.27~2009.01.31   | 대학로 티오엠 2관     |      |
| 2010 | 비정규 식량 분배자      | 남편                  | 2010.02.19~2010.03.14   | 극공작소 마방진       |      |
| 2012 | 한꺼번에 두 주인을      | 플로린도              | 2012.12.01~2012.12.30   | 명동예술극장          |      |
| 2016 | 날 보러와요             | 김 반장               | 2016.09.21~2016.12.11   | 예스24 스테이지 2관   |      |
| 2017 | 날 보러와요             | 김 반장               | 2017.02.17~2017.02.18   | 이천아트홀 소공연장   |      |

### 뉴스
| 연도 | 방송사    | 제목            | 역할   | 기간       | 비고 |
| ---- | --------- | --------------- | ------ | ---------- | ---- |
| 2017 | OBS경인TV | 독특한 연예뉴스 | 인터뷰 | 2017.02.21 |      |

### 예능
| 연도 | 방송사  | 제목                | 역할   | 기간                  | 비고 |
| ---- | ------- | ------------------- | ------ | --------------------- | ---- |
| 2010 | TvN     | 롤러코스터          | 출연자 | 2010.05.15~2010.06.26 |      |
| 2018 | KBS 2TV | 연예가중계          | 인터뷰 | 2018.10.12            |      |
| 2019 | KBS 2TV | 해피투게더 4        | 게스트 | 2019.03.14            |      |
| 2019 | KBS 2TV | 연예가중계          | 인터뷰 | 2019.03.29            |      |
| 2019 | TvN     | 놀라운 토요일       | 게스트 | 2019.09.07            |      |
| 2020 | MBC     | 황금어장 라디오스타 | 게스트 | 2020.12.02            |      |
| 2021 | TvN     | 바퀴 달린 집 2      | 게스트 | 2021.05.28            |      |
| 2023 | SBS     | 신발벗고 돌싱포맨   | 게스트 | 2023.04.11            |      |
| 2023 | TVN     | 유 퀴즈 온 더 블럭  | 게스트 | 2023.06.14            |      |
| 2023 | JTBC    | 짠당포              | 게스트 | 2023.06.27            |      |

### 라디오
| 연도 | 방송사     | 제목              | 역할   | 기간       | 비고 |
| ---- | ---------- | ----------------- | ------ | ---------- | ---- |
| 2016 | SBS 파워FM | 최화정의 파워타임 | 게스트 | 2016.09.06 |      |

### 광고
| 연도 | 기업             | 제품                                                         | 종류        | 공동 출연               | 출처 |
| ---- | ---------------- | ------------------------------------------------------------ | ----------- | ----------------------- | ---- |
| 2007 | 동아제약         | 모닝케어                                                     | 해독        | 정준호                  |      |
| 2008 | 일동후디스       | 케어 3 - 초유 성분 발효유 편                                 | 발효유      | 이한위                  |      |
| 2016 | 스터디맥스       | 스피킹맥스 - 입국심사대 편                                   | 온라인 강의 | 이서진                  | 보기 |
| 2017 | 대한민국 경찰청  | 3대 반칙 예방법                                              | 공익광고    | 권혁수                  | 보기 |
| 2018 | 동서식품         | 포스트 그래놀라 - 그래놀라가 더 신선해진 이유는? 편          | 시리얼      | 김지원                  | 보기 |
| 2019 | 팔도             | 왕뚜껑 - SKY 캐슬 편                                         | 컵라면      | 윤세아                  | 보기 |
| 2019 | 팔도             | 왕뚜껑 - SKY 캐슬 편                                         | 컵라면      | 윤세아                  | 보기 |
| 2019 | 팔도             | 왕뚜껑 - SKY 캐슬 편                                         | 컵라면      | 윤세아                  | 보기 |
| 2019 | 미디어윌네트웍스 | 알바천국 알바는 딱! 알바답게 - 요즘엔 알바도 편              | 아르바이트  | 전소미                  | 보기 |
| 2019 | 미디어윌네트웍스 | 알바천국 알바는 딱! 알바답게 - 요즘엔 알바도 편              | 아르바이트  | 전소미                  | 보기 |
| 2019 | 미디어윌네트웍스 | 알바천국 알바는 딱! 알바답게 - 요즘엔 알바도 편              | 아르바이트  | 전소미                  | 보기 |
| 2019 | 미디어윌네트웍스 | 알바천국 알바는 딱! 알바답게 - 전 알바니까 편                | 아르바이트  | 전소미                  | 보기 |
| 2019 | 미디어윌네트웍스 | 알바천국 알바는 딱! 알바답게 - 전 알바니까 편                | 아르바이트  | 전소미                  | 보기 |
| 2019 | 미디어윌네트웍스 | 알바천국 알바는 딱! 알바답게                                 | 아르바이트  | 전소미                  | 보기 |
| 2019 | 삼성생명보험     | 책임지는 인생금융 - 계단 편                                  | 생명보험    |                         | 보기 |
| 2019 | 삼성생명보험     | 책임지는 인생금융 - 옥상 편                                  | 생명보험    |                         | 보기 |
| 2019 | 코오롱인더스트리 | 클럽 캠브리지 - 대화 편                                      | 옷          |                         | 보기 |
| 2019 | 천호엔케어       | 아이키쑤욱 - 지금은 키 크는 시간, 아이키쑤욱 편              | 기능성 식품 |                         | 보기 |
| 2019 | 삼성생명보험     | 책임지는 인생금융 - 라떼는 말이야 편                         | 생명보험    |                         | 보기 |
| 2019 | 코오롱인더스트리 | 클럽 캠브리지 - 반전 편                                      | 옷          |                         | 보기 |
| 2019 | 미디어윌네트웍스 | 알바천국 올 여름, 알바는 딱! 알바답게 - 허풍사장 편          | 아르바이트  | 전소미                  | 보기 |
| 2019 | 미디어윌네트웍스 | 알바천국 올 여름, 알바는 딱! 알바답게 - 허풍사장 편          | 아르바이트  | 전소미                  | 보기 |
| 2019 | 미디어윌네트웍스 | 알바천국 올 여름, 알바는 딱! 알바답게 - 허풍알바 편          | 아르바이트  | 전소미                  | 보기 |
| 2019 | 미디어윌네트웍스 | 알바천국 올 여름, 알바는 딱! 알바답게 - 허풍알바 편          | 아르바이트  | 전소미                  | 보기 |
| 2019 | 미디어윌네트웍스 | 알바천국 연장근무 없는 알바 원한다면? 자 ~ 알바천국!         | 아르바이트  | 전소미                  | 보기 |
| 2019 | 미디어윌네트웍스 | 알바천국 등록금 벌고 싶다면? 자 ~ 알바천국!                  | 아르바이트  | 전소미                  | 보기 |
| 2019 | SK브로드밴드     | B tv - 브로밴드가 노래하는 AI 2 셋톱박스 편                  | IPTV        | 헨리 이정은 장광 허영지 | 보기 |
| 2019 | SK브로드밴드     | B tv - 브로밴드가 노래하는 요금제 Feat. 비티비어 편          | IPTV        | 헨리 이정은 장광 허영지 | 보기 |
| 2019 | 미디어윌네트웍스 | 알바천국 요즘 알바에게 필요한 건 알바자리 - 알바자리 런칭 편 | 아르바이트  | 전소미                  | 보기 |
| 2019 | 미디어윌네트웍스 | 알바천국 알바천국, 쓸수록 천국 - 싹다찾는 알바천국 노력 편   | 아르바이트  | 전소미                  | 보기 |
| 2019 | 미디어윌네트웍스 | 알바천국 알바, 쓸수록 천국 - 사장님 설득 편                  | 아르바이트  | 전소미                  | 보기 |
| 2019 | 미디어윌네트웍스 | 알바천국 알바, 쓸수록 천국 - 사장님 설득 편                  | 아르바이트  | 전소미                  | 보기 |

## 수상 및 후보
| 연도 | 시상식                      | 부문                           | 작품                       | 결과 |
| ---- | --------------------------- | ------------------------------ | -------------------------- | ---- |
| 2017 | 제10회 코리아 드라마 어워즈 | 인기 캐릭터상                  | 쓸쓸하고 찬란하神 - 도깨비 | 수상 |
| 2019 | 제55회 백상예술대상         | TV부문 남자 조연상             | SKY 캐슬                   | 수상 |
| 2019 | KBS 연기대상                | 네티즌상                       | 닥터 프리즈너              | 후보 |
| 2019 | KBS 연기대상                | 미니시리즈부문 남자 조연상     | 닥터 프리즈너              | 수상 |
| 2020 | 브랜드 고객충성도 대상      | 남자 배우 씬스틸러부문         | 빈칸                       | 수상 |
| 2024 | KBS 연기대상                | 미니시리즈부문 남자 우수연기상 | 완벽한 가족                | 후보 |
| 2024 | KBS 연기대상                | 남자 인기상                    | 완벽한 가족                | 후보 |